# Sundnässjön
Sundnässjön är en sjö i Arvidsjaurs kommun i Lappland och ingår i Byskeälvens huvudavrinningsområde. Sjön har en area på 0,858 kvadratkilometer och ligger 425,1 meter över havet. Sundnässjön ligger i Byskeälven Natura 2000-område.

## Delavrinningsområde
Sundnässjön ingår i det delavrinningsområde (727643-163935) som SMHI kallar för Utloppet av Sundnässjön. Medelhöjden är 435 meter över havet och ytan är 4 kvadratkilometer. Räknas de 2 avrinningsområdena uppströms in blir den ackumulerade arean 11,11 kvadratkilometer. Vattendraget som avvattnar avrinningsområdet har biflödesordning 4, vilket innebär att vattnet flödar genom totalt 4 vattendrag innan det når havet efter 177 kilometer. Avrinningsområdet består mestadels av skog (63 procent) och sankmarker (15 procent). Avrinningsområdet har 0,85 kvadratkilometer vattenytor vilket ger det en sjöprocent på 21,3 procent.